# Oeiras (stacja kolejowa)
Oeiras – stacja kolejowa w Oeiras, w regionie Lizbona, w Portugalii. Stacja posiada 2 perony.